# Forward to the Sky
『Forward to the Sky』（フォワード・トゥ・ザ・スカイ）は、台湾のインディーゲームスタジオAnimu Gameが開発した3Dアクションアドベンチャーゲーム。2015年1月30日にPC版がAnimu GameおよびPLAYISMで、2021年2月25日にNintendo Switch版が賈船よりそれぞれ発売された。

## 概要
伝説の魔女を討伐し勇者となることを目指す姫騎士の主人公・プリンセスが、魔女の居場所を明らかにするクリスタルを探しながら「天空の塔」を冒険する物語。塔の内部では、敵との戦闘のほか様々なパズルを解く要素も含まれている。
Switch版では、日本語音声、新規ステージ、新規ゲームモード、テーマソングが追加され、全てのイベントグラフィックが描き下ろされている。また「特装版」として、サウンドトラックCDとアートブックを同梱したパッケージが同時発売される。

## 登場人物
プリンセス
声 - 宮崎珠子
魔女/クリスタル
声 - 桜木つぐみ